# Vuohiluoto (ö i Egentliga Finland, Åbo, lat 60,48, long 21,81)
Vuohiluoto är en ö i Finland. Den ligger i Skärgårdshavet och i kommunen Nådendal i den ekonomiska regionen  Åbo ekonomiska region i landskapet Egentliga Finland, i den sydvästra delen av landet. Ön ligger omkring 25 kilometer väster om Åbo och omkring 180 kilometer väster om Helsingfors.
Öns area är 5,6 hektar och dess största längd är 370 meter i nord-sydlig riktning. Ön höjer sig omkring 10 meter över havsytan. I omgivningarna runt Vuohiluoto växer i huvudsak barrskog.